# Mitsuzawa Stadium
Mitsuzawa Stadium (横浜市三ツ沢公園球技場?) è uno stadio di calcio sito a Yokohama, precisamente nel quartiere Kanagawa-ku, in Giappone.
Fu aperto nel 1955 e ospita lo Yokohama FC e, in alcune occasioni, anche i Yokohama F. Marinos. Lo stadio ha una capacità di 15,046 spettatori.
Lo stadio ospita anche partite di Top League.